# Degradazione del suolo
La degradazione del suolo è un processo degenerativo e irreversibile, spesso causato dall'uomo o dalle sue attività, che si risolve nella sua totale scomparsa o in una perdita della sua fertilità sotto l'aspetto fisico-meccanico, chimico e biologico. A causa dei tempi lunghi richiesti dalla pedogenesi, la degradazione del suolo rientra a tutti gli effetti nel fenomeno più vasto del degrado ambientale. Il suo impatto, anche su piccole superfici, è devastante in quanto conseguenze dirette della degradazione del suolo sono la desertificazione negli ambienti tropicali e mediterranei e il dissesto idrogeologico in ambienti a clima piovoso.
Occorrono migliaia di anni a trasformare il detrito roccioso ammassato da un ghiacciaio, le dune di un litorale, un deserto pietroso in suolo fertile, cioè costituito da un mantello soffice e permeabile dotato di sostanza organica, di elementi chimici vitali, popolato da lombrichi, protozoi e batteri, mentre sono sufficienti pochi decenni di coltura imprevidente, o le poche ore in cui un cantiere stradale converte il suolo più fertile in autostrada, a distruggere per sempre la ricchezza naturale costituita dal terreno fertile.
Il patrimonio di suoli arativi a disposizione dell'umanità ha toccato il proprio massimo storico, circa 1,5 miliardi di ettari, negli ultimi decenni del Novecento, sottraendo le ultime grandi aree alle foreste e alle savane. Negli ultimi due decenni si può considerare che quel patrimonio abbia iniziato a contrarsi, a causa del dilagare di tre fenomeni, che si registrano in paesi e condizioni diverse.
Le modalità di degradazione dei suoli possono ricondursi a varie cause, tra cui le più importanti sono:
- erosione
- salinizzazione
- urbanizzazione
- inquinamento
- desertificazione
- impermeabilizzazione

## Erosione

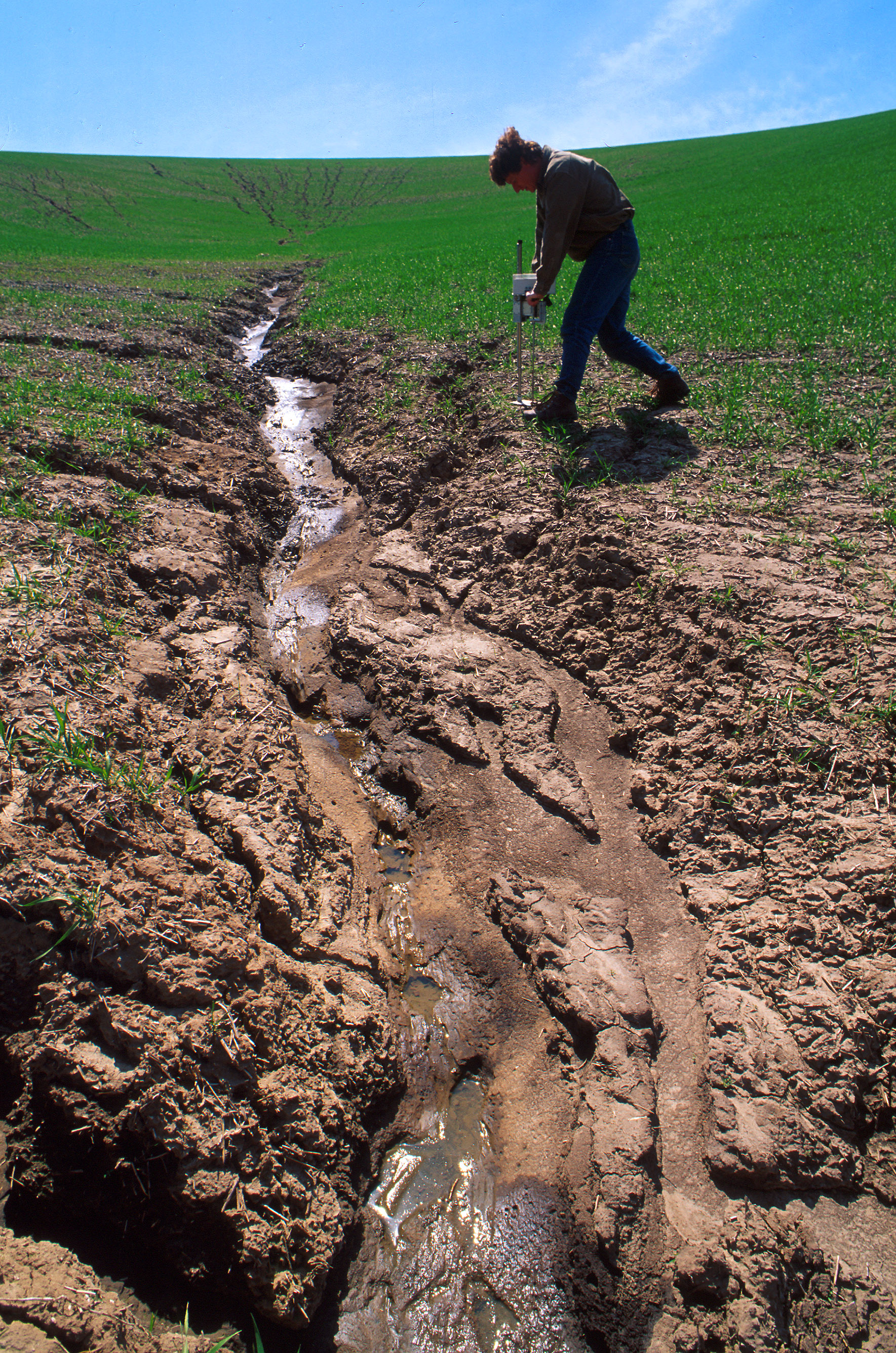
Pesante erosione di un suolo agrario

Il primo fenomeno che porta alla degradazione di un suolo è costituito dall'erosione, opera del vento e delle piogge su tutti i terreni, soprattutto in aree predesertiche e su terreni scoscesi, dove la mancanza di cibo costringa le popolazioni a coltivare senza gli antichi riposi poliennali terreni incapaci di sostenere la coltura annuale. È il fenomeno che sui margini dei deserti assume i caratteri dell'avanzata del deserto, o desertificazione.
Secondo dati dell'Università di Wageningen, una delle più importanti università agrarie del mondo, commentati da Gordon Conway, sul pianeta sarebbero esposte all'erosione, nelle due forme in cui essa si manifesta, idraulica ed eolica, il 16 per cento delle terre coltivate dell'Australia, il 25 per cento di quelle dell'Europa, il 26 per cento di quelle dell'America settentrionale, il 38 per cento di quelle dell'Asia, il 45 dell'America meridionale, il 65 dell'Africa, il 74 dell'America centrale. Secondo stime citate dallo stesso Conway nei paesi dallo sviluppo insufficiente avrebbero subito i danni dell'erosione, nei decenni recenti, non meno di 400 milioni di ettari di suoli agrari, l'80 per cento della superficie agraria totale dei paesi in cui gli stessi terreni sono ubicati. Di quella superficie la coltivazione diverrebbe impossibile, ogni anno, su 5-10 milioni di ettari.

## Salinizzazione
Il secondo fenomeno che sta distruggendo il patrimonio dei suoli agrari dell'umanità è la salinizzazione. Negli ultimi decenni i paesi più poveri e popolosi hanno compiuto sforzi immensi per estendere l'irrigazione, ma, tentando di irrigare con l'insufficiente acqua disponibile, i sali ivi contenuti sistematicamente si depositano in superficie, e raggiungono lentamente la concentrazione che impedisce la crescita di ogni vegetale, sterilizzando i terreni.
Una possibile soluzione al problema della salinizzazione indotta da cattiva irrigazione è quella di fornire ogni volta quantitativi di acqua largamente eccedenti le reali necessità colturali, al fine di provocare un dilavamento completo di tutti i sali ed impedire il loro lento accumulo.
Casi particolarmente sfavorevoli sono quelli in cui si hanno strati impermeabili (che possono essere costituiti sia da orizzonti pedologici induriti o ricchissimi in argilla, sia da strati geologici) a debole profondità: per quanta abbondante acqua di irrigazione si utilizzi, data la presenza del suddetto strato impermeabile essa non defluisce correttamente, accumulandosi. L'ambiente arido ne provoca in breve tempo la completa evaporazione, provocando quindi l'accumulo dei sali contenuti.

## Urbanizzazione
Il terzo fenomeno negativo per il patrimonio dei suoli del pianeta è la destinazione agli usi urbani e infrastrutturali, un fenomeno che in tutti i paesi a maggior reddito interessa soprattutto i migliori terreni pianeggianti, che per la loro estrema irreversibile degradazione dal 2006 vengono chiamati antrosuoli. Negli Stati Uniti ogni anno scompare una superficie agraria doppia dell'immenso spazio occupato da New York, Il Giappone ha sacrificato, dall'inizio dello sviluppo economico, metà dei suoli delle proprie risaie, e dipende quasi completamente, per l'alimentazione, dalle importazioni. L'Italia ha sacrificato, dall'alba dello sviluppo economico, due milioni di ettari, un terzo, cioè, di tutte le proprie aree di pianura, e il processo, anziché rallentare, in mancanza di un'autentica programmazione dell'uso delle risorse, è in continua accelerazione.

### Il caso dell'Emilia-Romagna
È emblematico il caso dell'Emilia-Romagna, la regione che dispone di dati più sicuri. Se le superfici abitative, l'insieme, cioè, delle aree delimitate dalle mura che anticamente circondavano le città, sommavano, nel 1945, 6 048 ettari, si dilatavano di dieci volte nel corso del “miracolo economico”, toccando, nel 1976, 61 764 ettari, che salivano a 105 344 nel 1994. In cinque decenni la realizzazione di aree residenziali, industriali, di strade e parcheggi aveva moltiplicato le superfici “edificate” di circa venti volte. A metà degli anni novanta il fenomeno mutava radicalmente i propri connotati: come nel resto del Paese in Emilia-Romagna si arrestava la crescita demografica, si inceppava lo sviluppo economico, l'occupazione dei suoli agrari conosceva, invece, una prepotente accelerazione. I piani edilizi dei comuni emiliani prevedono, nell'arco temporale della propria vigenza, l'occupazione di altri 38 000 ettari. Eseguendo semplicissimi calcoli, sulla base dell'ultimo Rapporto sullo stato dell'ambiente della Regione è agevole desumere che se il processo si svilupperà nella progressione seguita dalla metà del secolo scorso, in una regione che pure dichiara di ispirare il governo del territorio al principio dello sviluppo sostenibile, in centocinquant'anni sarà eliminato l'ultimo campo coltivato. Un territorio sottratto alle paludi in tremila anni, tale la durata delle opere di bonifica emiliane, sarebbe totalmente ricoperto di cemento e asfalto, sulle soglie del 2100, in soli quindici decenni, per la vita di una nazione un arco di tempo poco più che istantaneo,